# Aristarchus xứ Samos
Aristarchus xứ Samos hay Aristarch xứ Samos (tiếng Hy Lạp: Αρίσταρχος ο Σάμιος; 310 TCN – khoảng 230 TCN) là một nhà thiên văn và nhà toán học người Hy Lạp, sinh ra trên đảo Samos ở Hy Lạp. Ông là người Hy Lạp đầu tiên, và là người đầu tiên trên thế giới đưa ra luận cứ rõ ràng cho mô hình nhật tâm của hệ Mặt Trời, với việc đặt Mặt Trời chứ không phải Trái Đất ở trung tâm của vũ trụ đã biết vào thời kỳ đó. Ông chịu ảnh hưởng của Philolaus của Kroton, một người theo chủ thuyết Pythagoras, nhưng khác với Philolaus, ông đặt trung tâm của vũ trụ vào Mặt Trời cũng như sắp xếp các hành tinh khác theo trật tự đúng từ Mặt Trời. Các ý tưởng thiên văn của ông đã bị từ chối với việc chấp nhận các học thuyết theo mô hình địa tâm của Aristotle và Ptolemy cho tới khi chúng được phục hồi thành công gần 1.800 năm sau nhờ Copernicus và phát triển mạnh nhờ các công trình của Johannes Kepler và Isaac Newton.
Hố va chạm Aristarchus trên Mặt Trăng được đặt tên như vậy để vinh danh ông.

## Thuyết nhật tâm
Tác phẩm duy nhất thường được coi là của Aristarchus còn tồn tại tới nay, Về kích thước và khoảng cách của Mặt Trời và Mặt Trăng, dựa trên quan điểm của thuyết địa tâm. Nó là đặc biệt và có thể mang tính thông tin ở chỗ tác phẩm này tính toán đường kính của mặt trời là 2 độ, chứ không phải giá trị chính xác là 0,5 độ. Giá trị thứ hai được biết đến từ Archimedes như là giá trị trên thực tế của Aristarchus.
Mặc dù tác phẩm nguyên gốc đã mất, nhưng một dẫn chiếu trong sách Psammites của Archimedes đã miêu tả một công trình khác của Aristarchus trong đó ông đã đề xuất một giả thiết khác cho mô hình nhật tâm. Archimedes viết:
Đức Vua Gelon đã biết 'vũ trụ' là tên gọi mà phần lớn các nhà thiên văn đặt cho khối cầu với trung tâm của nó là tâm Trái Đất, trong khi bán kính của nó bằng đường thẳng giữa tâm của Mặt Trời và tâm Trái Đất. Đây là miêu tả phổ biến như bạn được nghe thấy từ các nhà thiên văn. Nhưng Aristarchus đã đưa ra một quyển sách hàm chứa các giả thuyết nhất định, trong đó nó dường như, như là kết quả của các giả định đã đề ra, cho rằng vũ trụ nhiều lần lớn hơn so với 'vũ trụ' như đã đề cập. Các giả thuyết của ông cho rằng các định tinh và Mặt Trời là không di chuyển, rằng Trái Đất quay quanh Mặt Trời trên chu vi của một đường tròn, Mặt Trời nằm ở giữa của quỹ đạo, và rằng bầu trời của các định tinh, nằm khoảng cùng một tâm như Mặt Trời, là rất lớn đến mức hình tròn trong đó ông cho rằng Trái Đất phải xoay quanh chứa đựng một tỷ lệ với khoảng cách tới các định tinh như là từ tâm của khối cầu tính đến bề mặt của nó.

Aristarchus vì thế tin rằng các ngôi sao là rất xa, và nhìn nhận điều đó như là lý do tại sao không có thị sai nhìn thấy ở đây, nghĩa là, chuyển động quan sát được của các ngôi sao tương đối so với nhau khi Trái Đất chuyển động quanh Mặt Trời. Trên thực tế, các ngôi sao là rất xa, xa hơn nhiều so với khoảng cách mà trong thời kỳ cổ đại người ta vẫn giả định, điều này giải thích tại sao thị sai sao chỉ có thể được phát hiện bởi các kính thiên văn. Mô hình địa tâm, phù hợp với thị sai hành tinh, được giả định cho là sự giải thích cho tính không thể quan sát của hiện tượng song song là thị sai sao. Sự bác bỏ quan điểm nhật tâm là phổ biến, như đoạn văn sau từ các gợi ý của Plutarch:
Cleanthes (người đương thời với Aristarchus và là người đứng đầu trường phái Stoic) nghĩ rằng đó là bổn phận của người Hy Lạp trong việc buộc tội Aristarchus của Samos về hành động bất kính vì đã bắt Trái tim của vũ trụ (tức Trái Đất) phải chuyển động,... cho rằng bầu trời là đứng yên và Trái Đất phải xoay quanh trong một đường tròn xiên, trong khi cùng một lúc nó tự quay xung quanh trục của chính mình.

Nhà thiên văn học cổ đại khác duy nhất đã biết là ủng hộ mô hình nhật tâm của Aristarchus là Seleukos của Seleucia, một nhà thiên văn Mesopotamia, sinh sống khoảng một thế kỷ sau Aristarchus.

## Khoảng cách tới Mặt Trời

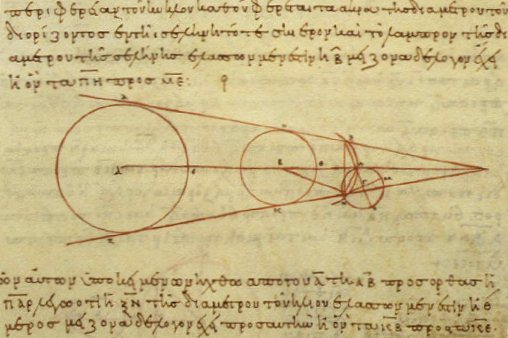
Các tính toán trong thế kỷ 3 TCN của Aristarchus về kích thước tương đối của Trái Đất, Mặt Trời và Mặt Trăng, lấy từ bản sao tiếng Hy Lạp thế kỷ 10

Aristarchus cho rằng khi trăng bán nguyệt thì góc giữa mặt trời và Mặt Trăng là 87°. Có lẽ ông đề xuất 87° như là giới hạn dưới do khả năng đo độ lệch vạch giới hạn Mặt Trăng từ tuyến tính với độ chính xác 1° là nằm ngoài giới hạn thị giác của mắt trần (giới hạn này là 3°). Aristarchus cũng được biết là có nghiên cứu ánh sáng và thị lực.
Sử dụng các phép tính hình học chính xác nhưng với dữ liệu 87° không đủ chính xác, Aristarchus kết luận rằng Mặt Trời nằm cách xa Trái Đất hơn so với Mặt Trăng tới 19 lần. (Giá trị thực tế của góc này là gần với 89° 50' và khoảng cách của Mặt Trời trên thực tế khoảng 390 lần khoảng cách của Mặt Trăng). Thị sai Mặt Trời sai tiềm ẩn nhỏ hơn 3' một chút cũng đã được các nhà thiên văn khác tới tận Tycho Brahe (khoảng năm 1600) sử dụng. Aristarchus chỉ ra rằng kích thước góc biểu kiến của Mặt Trời và Mặt Trăng gần như bằng nhau và vì thế các đường kính thật sự của chúng phải tỷ lệ thuận với khoảng cách tới Trái Đất. Vì vậy, ông kết luận rằng đường kính của Mặt Trời khoảng 20 lần lớn hơn đường kính của Mặt Trăng; điều này, mặc dù sai, nhưng tuân thủ một cách logic theo các dữ liệu của ông. Điều này cũng dẫn tới kết luận rằng đường kính Mặt Trời gần như 7 lần lớn hơn đường kính Trái Đất; thể tích Mặt Trời của Aristarchus như thế gần 300 lần lớn hơn thể tích Trái Đất. Có lẽ do sự khác biệt quá lớn này về kích thước đã tạo cảm hứng cho mô hình nhật tâm.

## Năm lớn và ước tính độ dài tháng
Được đề cập bởi Archimedes và các nhà khoa học ngày nay như là người đầu tiên đề xuất "vũ trụ" nhật tâm, Aristarchus cũng đề xuất một khoảng thời gian Hy Lạp cổ đại, một "Năm lớn" bao gồm 4.868 năm theo mặt trời, tương đương chính xác với 270 saroi, mỗi saroi bao gồm 18 năm Callipus cộng 10 và 2/3 độ. (Syntaxis quyển 4 chương 2.). Nền tảng kinh nghiệm của nó là 4.267 tháng chu kỳ thực, được Ptolemy trích dẫn như là nguồn của tháng "Babylon", là một dữ liệu tốt để tạo ra phân số cỡ 1 giây (1 phần vài triệu). Nó được tìm thấy trên các thẻ chữ viết hình nêm chỉ một thời gian ngắn trước năm 200 TCN, mặc dù Ptolemy không coi nguồn gốc của nó thuộc về Babylon (Do các kết quả trả lại từ dị thường mặt trời và Mặt Trăng gần như là số nguyên, chu kỳ thực 4.267 tháng không bao giờ sai khác quá một giờ từ giá trị trung bình 126.007 ngày cộng 1 giờ, giá trị đưa ra bởi Ptolemy. Vì thế, ước tính về độ dài của tháng được đảm bảo có độ chính xác tương đối cỡ một phần triệu). Gắn với Năm lớn là độ dài của tháng phù hợp với giá trị của người Babylon ở mức một phần hàng chục triệu, hàng thập kỷ trước khi Babylon sử dụng giá trị này. Có những chứng cứ cho thấy tháng của Babylon là chính xác như của Aristarchus, diễn giải theo cách khác thì điều này có thể là do bên này lấy của bên kia hay cả hai đều lấy từ một nguồn chung.
Khái niệm về Mặt Trăng của Aristarchus thể hiện một số ưu thế khoa học trong một vài khía cạnh. Các ước tính trước đó độ dài của tháng có sai số 114 giây (Meton, 432 TCN) và 22 giây (Callippus, 330 TCN). Sử dụng một chuyển động trung bình cho một chuyển động hết sức phức tạp trong chuyển động của Mặt Trăng có lẽ đã là một điều mới.

## Tuế sai
Thư viện của Vatican lưu giữ hai bản chép tay cổ đại với các ước tính về độ dài của năm. Nhà khoa học cổ đại duy nhất được liệt kê cho hai giá trị khác nhau là Aristarchus. Hiện nay người ta nghi vấn rằng các giá trị này là các ví dụ còn sót lại sớm nhất của các biểu diễn phân số liên tục. Các diễn giải rõ ràng nhất là sự tính toán chính xác từ các con số của bản viết tay. Các kết quả là năm của Aristarchus dài 365 ngày cộng 1/152 và 365 ngày trừ 15/4868, thể hiện năm thiên văn và năm dân sự (có lẽ là năm chí tuyến). Cả hai mẫu số đều có thể liên quan tới Aristarchus, người mà các quan sát điểm hạ chí (để khởi đầu năm mới cho Athena) là 152 năm sau quan sát điểm hạ chí của Meton và Năm lớn là 4.868 năm. Sai khác giữa năm thiên văn và năm chí tuyến là đồng nhất với tuế sai. Giá trị thứ nhất là chính xác trong phạm vi vài giây. Giá trị thứ hai có sai số vài phút. Cả hai giá trị này đều gần với các giá trị sau này được Hipparchus và Ptolemy sử dụng, và tuế sai được chỉ ra là gần như chính xác bằng 1 độ sau mỗi thế kỷ, một giá trị quá thấp. Thật không may, tuế sai 1 độ sau mỗi thế kỷ từng được sử dụng bởi tất cả các nhà thiên văn sau này cho tới tận cả người Ả Rập. Giá trị chính xác trong thời gian của Aristarchus là khoảng 1,38 độ sau mỗi thế kỷ.